# 5535 Annefrank
5535 Annefrank è un asteroide della fascia principale del diametro medio di circa 4,8 km. Scoperto nel 1942, presenta un'orbita caratterizzata da un semiasse maggiore pari a 2,2122662 au e da un'eccentricità di 0,0640963, inclinata di 4,24847° rispetto all'eclittica.
L'asteroide è dedicato ad Anna Frank, morta nel campo di concentramento di Bergen-Belsen, autrice del diario pubblicato postumo dal padre.
La sonda Stardust, il 2 novembre 2002, ha completato con successo un sorvolo ravvicinato di Annefrank, fornendo agli astronomi informazioni circa questo oggetto. La sonda ha potuto osservare l'asteroide per 30 minuti mentre volava ad una velocità relativa di circa 7 km/s. Oltre alle informazioni su massa e dimensioni, si è potuto accertare che l'asteroide è particolarmente scuro e dalla forma irregolare.